# 諸富町
諸富町（もろどみちょう）は、佐賀県の南東部にあった町で、佐賀郡に属していた。
2005年（平成17年）10月1日、佐賀市・大和町・富士町・三瀬村と合併し、新たに佐賀市となった。以下、消滅前日までの情勢を記す。

## 地理
佐賀県南東部に位置し、福岡県との境にある。筑紫平野の一部で、地形は平坦である。町の南東に筑後川が流れる。川の中州として大中島がある。

### 隣接していた市町村
- 佐賀市
- 佐賀郡川副町
- 福岡県大川市

## 歴史
中国から徐福が薬を求めやってきたと伝えられている。

### 近現代
- 1955年（昭和30年）3月1日 - 東川副村と新北村が合併して、諸富町になった。
- 2005年（平成17年）10月1日 - 佐賀市・大和町・富士町・三瀬村と合併し、新たに佐賀市となった。

### 字の変遷
| 1868年(明治初年)時点 | 1868年(明治初年)時点 | 1889年 - | 1889年 - | 1889年 -   | 1955年 - | 1955年 - | 1955年 -   | 2005年 - | 2005年 -         |
| 佐賀郡               | 大堂村               | 佐賀郡   | 東川副村 | 大字大堂   | 佐賀郡   | 諸富町   | 大字大堂   | 佐賀市   | 諸富町大字大堂   |
| 佐賀郡               | 徳富村               | 佐賀郡   | 東川副村 | 大字徳富   | 佐賀郡   | 諸富町   | 大字徳富   | 佐賀市   | 諸富町大字徳富   |
| 佐賀郡               | 諸富村               | 佐賀郡   | 東川副村 | 大字諸富津 | 佐賀郡   | 諸富町   | 大字諸富津 | 佐賀市   | 諸富町大字諸富津 |
| 佐賀郡               | 為重村               | 佐賀郡   | 新北村   | 大字為重   | 佐賀郡   | 諸富町   | 大字為重   | 佐賀市   | 諸富町大字為重   |
| 佐賀郡               | 寺井津               | 佐賀郡   | 新北村   | 大字寺井津 | 佐賀郡   | 諸富町   | 大字寺井津 | 佐賀市   | 諸富町大字寺井津 |
| 佐賀郡               | 山領村               | 佐賀郡   | 新北村   | 大字山領   | 佐賀郡   | 諸富町   | 大字山領   | 佐賀市   | 諸富町大字山領   |

## 産業
- 農業
- 漁業
- 製造業（味の素九州工場）
- 家具産業（主にたんす、隣接する大川市とともに盛ん）

## 姉妹都市
- リメイラ（ブラジル連邦共和国）

## 地域

### 中学校
- 町立
  - 諸富中学校

### 小学校
- 町立
  - 諸富北小学校
  - 諸富南小学校

## 交通

### 空港
最寄り空港は佐賀空港。

### 鉄道
町内を鉄道路線は通っていない。最寄り駅はJR九州長崎本線佐賀駅。

#### 廃止された鉄道
かつては国鉄佐賀線が通っていたが廃止された。

### バス
- 佐賀市交通局
  - 佐賀市 - 諸富町 - 川副町
- 西鉄バス久留米
  - 佐賀市 - 諸富町 - 大川市 - 柳川市

### 道路
- 国道
  - 国道208号
  - 国道444号

- 主要地方道
  - 佐賀県道48号佐賀外環状線
  - 佐賀県道211号市武諸富線

- 一般県道
  - 佐賀県道285号大詫間光法停車場線

### 港湾
- 諸富港

## 名所・旧跡・観光スポット・祭事・催事
- 筑後川昇開橋（旧国鉄佐賀線筑後川橋梁・国の重要文化財）
- 諸富町産業祭：9月
- 夏の夜のメルヘン［7月］